# Kunstverein Gelsenkirchen
Der Kunstverein Gelsenkirchen ist ein eingetragener Verein zur Vermittlung und Förderung junger, zeitgenössischer Kunst.

## Historie
Der Kunstverein Gelsenkirchen e. V. wurde 1968 gegründet. Zunächst nannte er sich „Kreis Gelsenkirchener Kunstfreunde“. Vorstellungen und Ziele der Vereinigung wurden in einer Satzung festgeschrieben, die sich in der Hauptsache auf die Präsentation zeitgenössischer Kunst und deren Interpreten bezog, als Unterscheidung zu den offiziellen Museumsausstellungen. Besondere Förderung sollten die einheimischen jungen Künstler erfahren. Das Programm wird bis heute erfolgreich weitergeführt.
Erster Vorsitzender der Kunstfreunde-Vereinigung war Paul Szepan (1968 bis 1971). Ihm folgte der Arzt Dr. Rainer Decker (bis 1974). Dann übernahm Uwe Obier, später Leiter der Städtischen Galerie Lüdenscheid, den Verein und setzte die Umbenennung in „Kunstverein Gelsenkirchen e. V.“ durch. Obiers Nachfolgerin wurde (bis 1983) die Journalistin und Kunstkritikerin Anneliese Knorr, Sachbearbeiterin für Öffentlichkeitsarbeit im Kulturamt und Leiterin der Kommunalen Galerie. Sie führte das Programm Obiers fort und initiierte bis heute erfolgreiche Ausstellungsreihen wie „Lehrer – Schüler“, die mit der Ausstellung „Günther Uecker und seine Schüler“ ihren Anfang nahm.
1983 übernahm Paul Szepan noch einmal für kurze Zeit den Vorsitz, um ihn ein Jahr später, 1984, an den Architekten Ulrich Daduna abzugeben, ein Kommunalpolitiker mit dem Schwerpunkt Kultur.
Neben der Förderung junger Künstler startete der Kunstverein Gelsenkirchen in den 1980er- und 1990er-Jahren umfangreiche Präsentationen unter den Leitmotiven „Kunst und Werbung“, „Unternehmenskultur“ oder „Kunst und Design“. Diesem von Anneliese Knorr als stellvertretende Vorsitzende betreuten Themenkatalog stand das Engagement von Ulrich Daduna in Bezug auf „Kunst in der Landschaft“, „Kunst und Architektur“, „Kunst im öffentlichen Raum“, „Objekt und Kunst“ auf kommunaler und regionaler Ebene gegenüber. Unter diesem Aspekt entstand auch 1990 die „Kunstmeile Gelsenkirchen“ im Zusammenhang mit der BUGA 1997.

## Aktivitäten

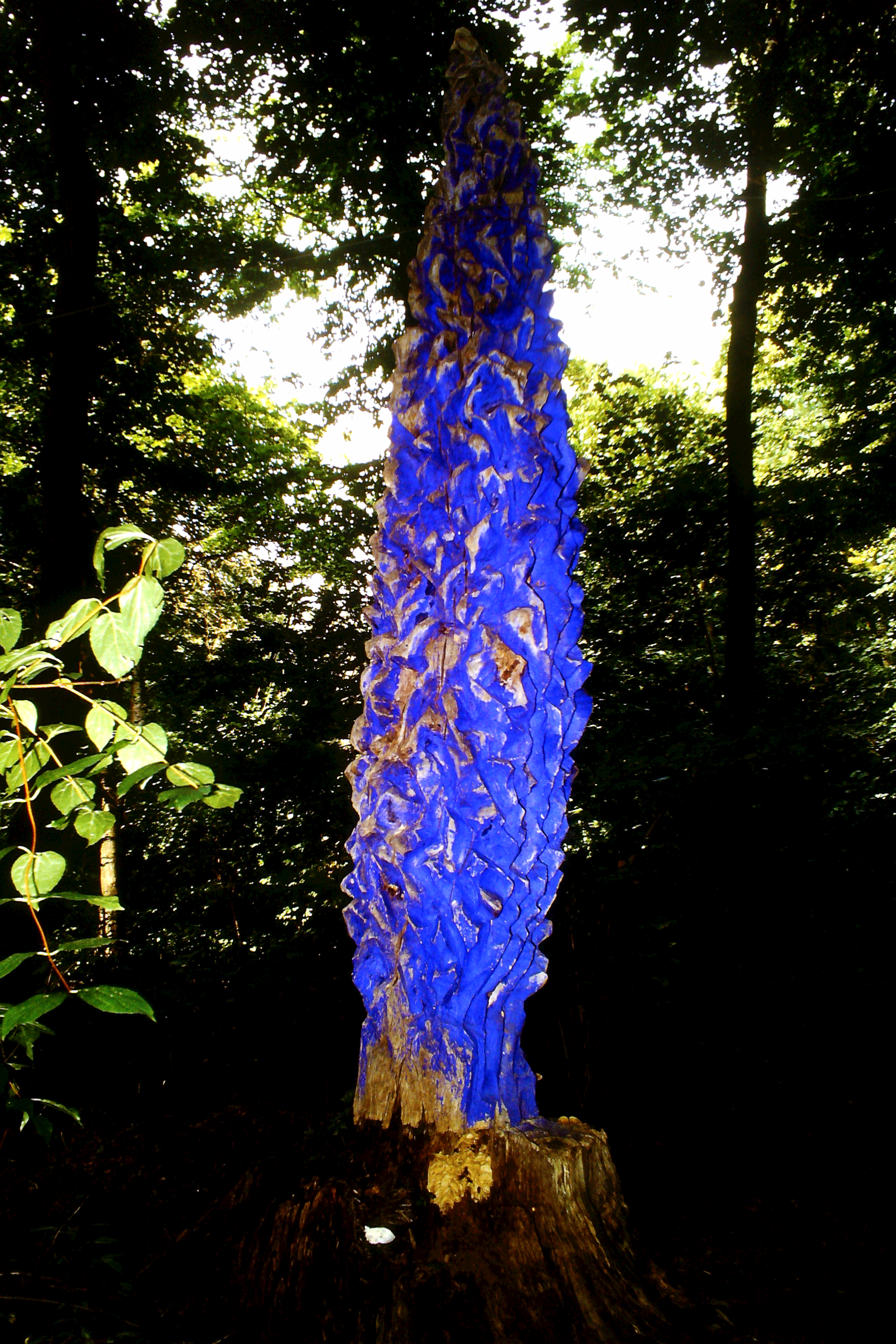
Baumskulptur Blaue Pappel von Stefan Pietryga

Seit 1993 existiert das Projekt „Kunst am Baum“, das mit der „Blauen Pappel“ von Stefan Pietryga begonnen hatte. Dazu wird jährlich ein Künstler aufgefordert, in den Berger Anlagen an der Adenauer Straße in Gelsenkirchen-Buer einen zur Fällung freigegebenen Baum künstlerisch zu bearbeiten.
Für die Mitglieder und interessierte Kunstfreunde wurde monatlich eine eigene Zeitschrift, die „Mitteilungen“, herausgegeben. Diese Informationsblätter behandelten aktuelle Themen, begleiteten Kunst-Ereignisse, befragten Kulturpolitiker und brachten eine ausführliche Vorschau auf wichtige Ausstellungen. Die Redaktion lag bei Anneliese Knorr.
Zu einer viel frequentierten Einrichtung machte Ulrich Daduna die Tagesfahrten zu Museen, an denen Mitglieder und Gäste teilnehmen können. Leitmotiv ist die Besichtigung neuer oder erweiterter Museumsanlagen und der entsprechenden Sammlungen; ein besonderer Schwerpunkt liegt auf Fahrten zu den Museumsneu- und -umbauten in den Niederlanden und in Belgien.
Eine nicht zu unterschätzende Unterstützung für die Vorhaben des Kunstvereins ist die gute Zusammenarbeit mit der Kulturverwaltung und dem Kunstmuseum Gelsenkirchen. Von diesem fruchtbaren Miteinander ist vor allem das Ausstellungsprogramm im Kunstmuseum an der Horster Straße in Gelsenkirchen geprägt, das abwechselnd vom Kunstmuseum und vom Kunstverein Gelsenkirchen getragen wird. Während das Museum in erster Linie Kunstentwicklungen deutlich macht mit namhaften Künstlern des In- und Auslandes, richtet der Kunstverein sein Interesse auf progressive Außenseiter und auf den vielversprechenden künstlerischen Nachwuchs. In beiden Fällen zählen dazu auch Gelsenkirchener Künstler.
Zum Jahresende veranstaltet der Kunstverein Gelsenkirchen regelmäßig öffentliche Kunstversteigerungen, bei dem Werke von Künstler, die beim Kunstverein ausgestellt haben, mit etwas Glück günstig ersteigert werden können.
Darüber hinaus ist der Kunstverein Gelsenkirchen Mitglied im Zusammenschluss der Kunstvereine Ruhr.

## Ausstellungsorte

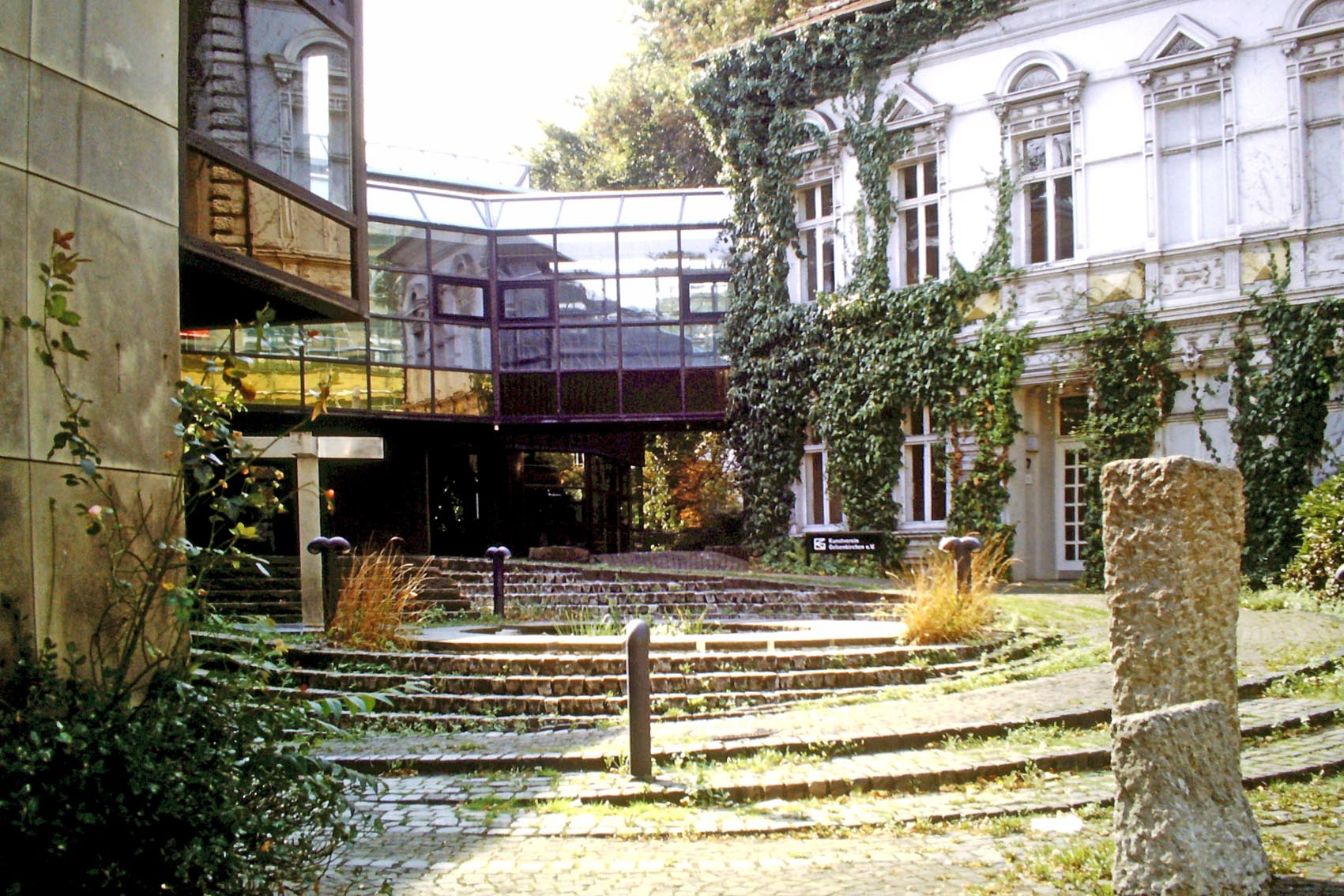
Ausstellungsort Kunstmuseum Gelsenkirchen

- das Kunstmuseum Gelsenkirchen an der Horster Straße in Gelsenkirchen-Buer
- Berger Anlagen an der Adenauerallee in Gelsenkirchen-Buer
- diverse Orte im öffentlichen Raum in der Region

## Leitung
Ulrich Daduna, Architekt (1. Vors.) und Leane Schäfer, Kunsthistorikerin und Direktorin des Kunstmuseums Gelsenkirchen (2. Vors.)

## Ausstellungsreihen des Kunstvereins
- LehrerInnen – SchülerInnen (1981–2019)
- Kunst in der Landschaft (1986)
- Studiogalerie des Landschaftsverbandes Westfalen-Lippe (1986, 1992, 1994, 1997)
- Kunstmeile (1992)
- Kunst am Baum (Berger Feld an der Adenauerallee, Gelsenkirchen-Buer) (1993–2025)
- Rauminstallationen und Objektkunst (1999–2019)
- Malerei und Objekt (2004, 2012, 2014, 2015)
- Lebensläufe (2010)
- Kunst und Design (2013)
- open up – Kunst, Technologie, Innovation (2015–2023).[3]